# گنشوفکا

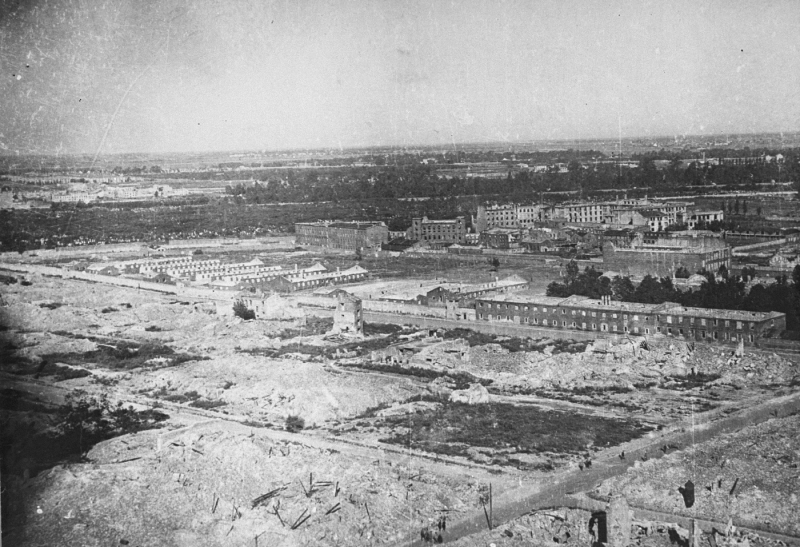
نمایی از برج کلیسای سنت آگوستین در خیابان نوولیپکی ۱۸ به سمت گتو ورشو. در جلو، خرابه‌هایی در خیابان پاویا دیده می‌شود و پشت آنها، محصور در دیواری بلند با برجک‌های نگهبانی، سمت غربی زندان گنشوفکا قرار دارد. قبرستان یهودیان در خیابان اوکوپووا در پس‌زمینه و در سمت چپ پشت زندان گنشوفکا دیده می‌شود. بهار ۱۹۴۵

گِنشوفکا (انگلیسی: Gęsiówka؛ ‏تلفظ در لهستانی: [ɡɛ̃ˈɕufka]) نام محاوره‌ای لهستانی برای زندانی است که پیش‌تر در خیابان گِنشا (به معنای «غاز») در ورشو پایتخت لهستان وجود داشت و در دوران اشغال آلمان نازی در جنگ جهانی دوم به اردوگاه کار اجباری نازی‌ها تبدیل شد.
در سال‌های ۱۹۴۵ تا ۱۹۵۶، گنشوفکا به‌عنوان زندان و اردوگاه کار مورد استفاده قرار گرفت؛ ابتدا تحت کمیساریای خلق در امور داخلی برای زندانی کردن مبارزان مقاومت لهستان، اعضای ارتش میهنی و دیگر مخالفان رژیم استالینیستی جدید در لهستان، و سپس تحت کنترل پلیس مخفی کمونیستی لهستان.

## تاریخچه
قبل از جنگ جهانی دوم، گِنشوفکا زندان نظامی نیروی زمینی لهستان در خیابان گِنشا (که اکنون به نام خیابان آنیلوویچا شناخته می‌شود) و در نزدیکی تقاطع با خیابان اوکوپووا و گورستان یهودیان خیابان اوکوپووا بود. از سال ۱۹۳۹ و با اشغال لهستان توسط آلمان، این مکان به اردوگاه آموزش مجدد پلیس امنیتی آلمان تبدیل شد.
در سال ۱۹۴۳، زندان به اردوگاه کار اجباری تبدیل گردید، عمدتاً برای زندانیان یهودی از کشورهای غیر لهستان، به‌ویژه یونان و مجارستان. در طول فعالیت این اردوگاه که به اردوگاه کار اجباری ورشو معروف بود، حدود ۸۰۰۰ تا ۹۰۰۰ زندانی در آن نگهداری می‌شدند و به کار اجباری مشغول بودند. تخمین زده می‌شود که بین ۴۰۰۰ تا ۵۰۰۰ زندانی در این اردوگاه، در هنگام «راهپیمایی مرگ» از اردوگاه، در جریان قیام ورشو و همچنین در زمان مخفی شدن پس از قیام جان خود را از دست داده‌اند.
محل سابق زندان گنشوفکا اکنون محل موزهٔ تاریخ یهودیان لهستان به نام «پولین» است.

## آزادسازی در جریان قیام ورشو

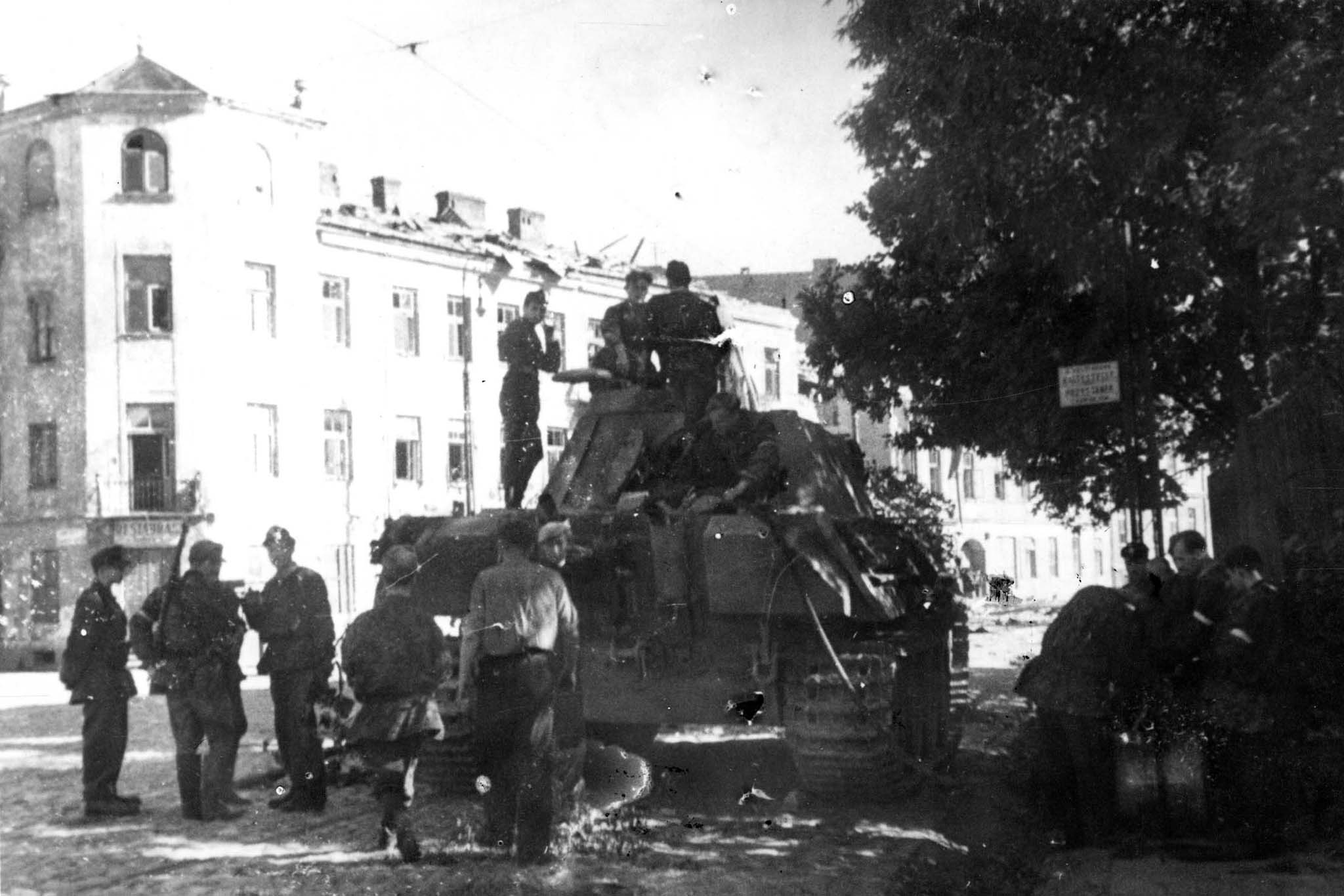
سربازان دسته زرهی واتسک از گردان زوشکا، گوشه خیابان‌های اوکوپووا و ژیتنیا، ۲ اوت ۱۹۴۴

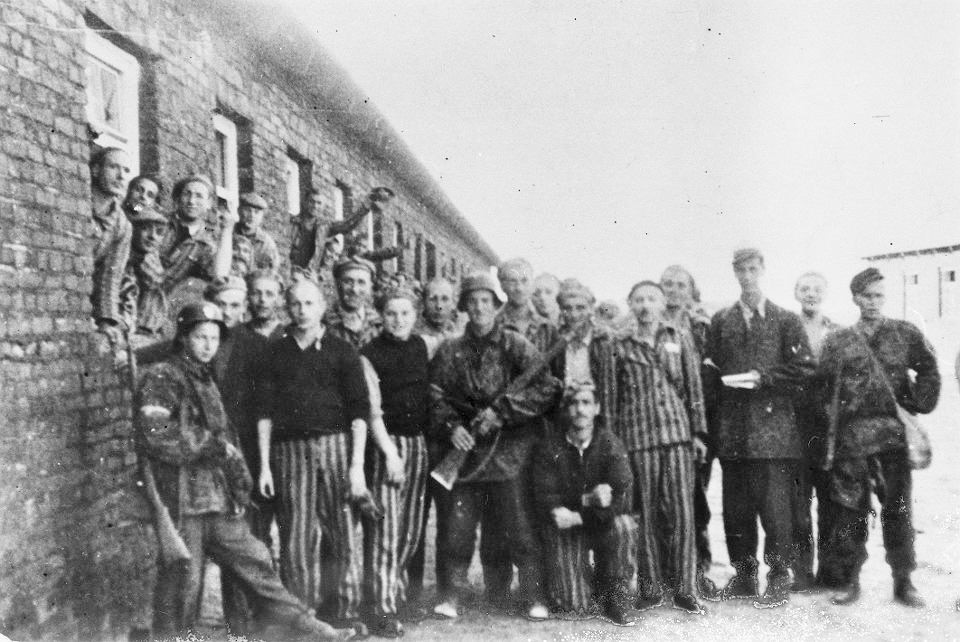
زندانیان یهودی گنشوفکا و مبارزان مقاومت لهستانی از گردان «زوشکا» از ارتش میهنی پس از آزادسازی اردوگاه در اوت ۱۹۴۴

در پنجم اوت ۱۹۴۴، اوایل قیام ورشو، گردان زوشکا از گروه رادوسواف ارتش خانگی، به فرماندهی ریشارد بیالووس و اوژنیش استاسیِکی، به اردوگاه گنشوفکا که توسط آلمانی‌ها در حال پاک‌سازی بود، حمله کردند. تانک پانتر به نام مگدا، یکی از دو تانکی که شورشیان لهستانی در دوم اوت به‌دست آورده بودند و به دسته زرهی تازه تأسیس زوشکا به فرماندهی واتسواف میکوتا اختصاص یافته بود، با آتش توپ اصلی خود از حمله پشتیبانی کرد. در نبردی که حدود یک ساعت و نیم به طول انجامید، بیشتر نگهبانان اس‌دی کشته یا اسیر شدند، اگرچه برخی به سمت زندان پاویاک فرار کردند.
تنها دو مبارز لهستانی در این حمله کشته شدند. ۳۴۸ زندانی یهودی سالم‌بدن که پس از پاک‌سازی گتو ورشو توسط آلمانی‌ها در سال ۱۹۴۳ به عنوان کارگران برده نگه داشته شده بودند و پس از تخلیه بیشتر زندانیان اردوگاه گنشوفکا در ژوئیه ۱۹۴۴ در آنجا باقی مانده بودند، از مرگ حتمی نجات یافتند.
بسیاری از زندانیان یهودی به صفوف شورشیان پیوستند و اکثر آنها در طول نه هفته جنگ بعدی کشته شدند، همان‌طور که بیشتر آزادکنندگان‌شان نیز جان باختند (گردان زوشکا در قیام ۷۰٪ از اعضای خود را از دست داد).

## پس از جنگ جهانی دوم
در ژانویه ۱۹۴۵، گنشوفکا توسط کمیساریای خلق در امور داخلی برای زندانی کردن مبارزان مقاومت لهستانی ارتش میهنی و دیگر مخالفان رژیم استالینی جدید لهستان استفاده شد که در شرایط بسیار نامناسبی در آن نگهداری می‌شدند. پلیس مخفی کمونیستی لهستان در همان سال مدیریت اردوگاه را به‌دست گرفت و تا سال ۱۹۵۶ از آن به عنوان زندان و اردوگاه کار برای زندانیان جنایی و سیاسی، از جمله دشمن خلق، استفاده کرد.

## یادبود آزادسازی گنشوفکا

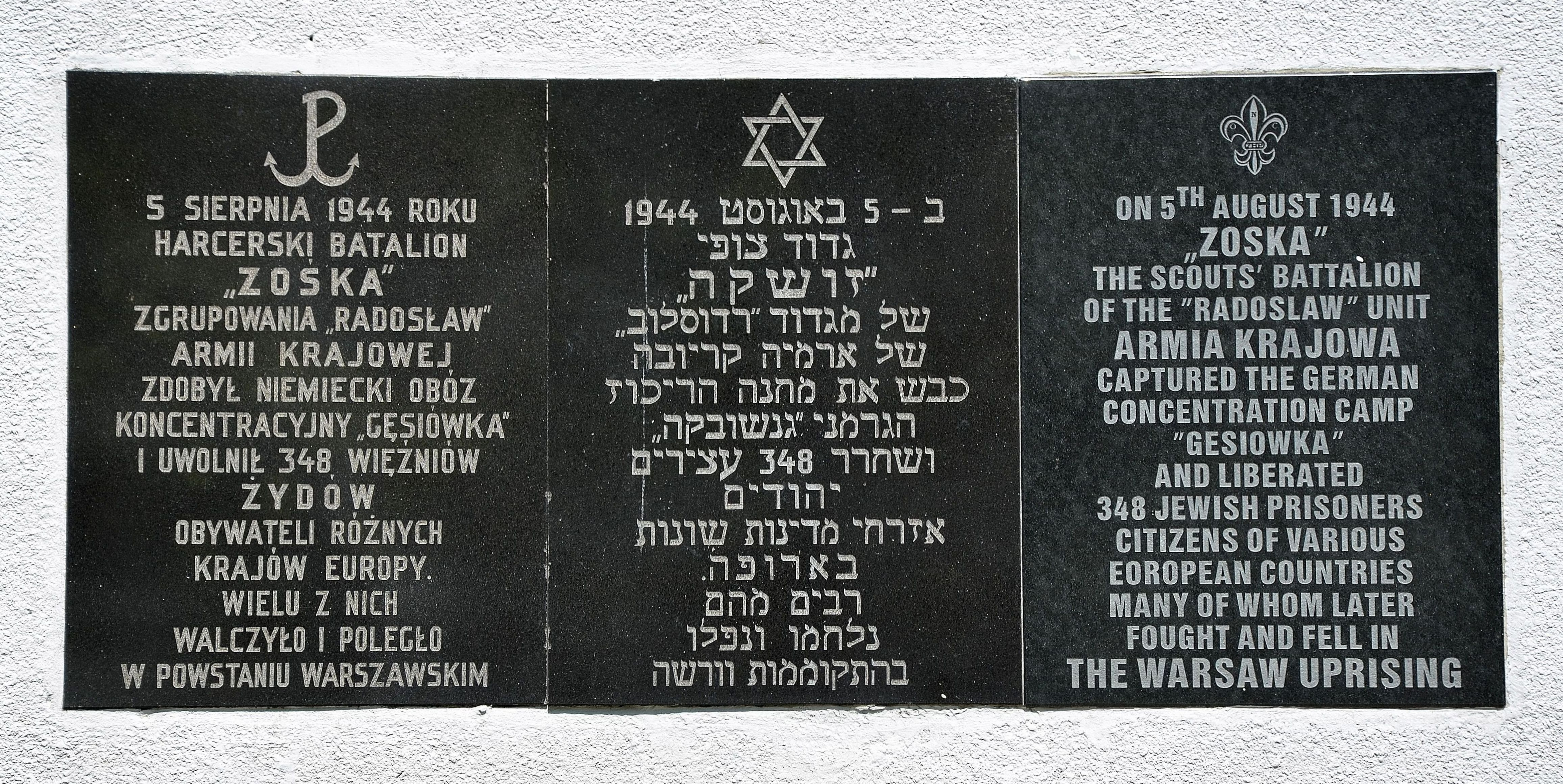
پلاک یادبود آزادسازی گنشوفکا در خیابان آنیلوویچا شماره ۳۴ — نوشته‌ها به سه زبان لهستانی، عبری و انگلیسی است.

گنشوفکا در دهه ۱۹۶۰ تخریب شد. تنها نشانهٔ قابل مشاهده از وجود پیشین آن، پلاکی است که بر دیوار شماره ۳۴ خیابان آنیلوویچا نصب شده و یادبود آزادسازی اردوگاه در سال ۱۹۴۴ است.
این یادبود در جریان مراسم پنجاهمین سالگرد قیام ورشو در سال ۱۹۹۴ رونمایی شد. واتسواف میکوتا، فرمانده دسته زرهی گردان زوشکا، در این مراسم چنین گفت:
«در ۲۷ ژوئیه آلمانی‌ها تصمیم گرفتند اردوگاه گنشوفکا را به داخاو تخلیه کنند. بیش از ۴۰۰ زندانی که قادر به راه رفتن نبودند، اعدام شدند… ستونی متشکل از حدود ۴۰۰۰ یهودی به راه افتاد که بی‌هیچ نشانه‌ای ناپدید شدند. و اکنون گردان زوشکا در برابر این اردوگاه ایستاده بود. آنها به قانون‌نامه پیشاهنگی که می‌گوید پیشاهنگ دوست همه انسان‌ها و برادر هر پیشاهنگ دیگری است، فکر کردند. همه ما خواستیم فوراً حمله کنیم… و از آنجایی که چند تانک به‌دست آورده بودیم، وضعیت نسبت به روزهای قبل بهتر بود؛ بنابراین چهار نفر از ما به «رادوسواف» [یان مازورکیویچ، فرمانده نیروهای شورشی در منطقه وولا ورشو] رفتند تا اجازه بگیرند. رادوسواف مردی محتاط بود و معتقد بود که نباید مواضع مستحکم به‌طور مستقیم مورد حمله قرار بگیرند. اما با این شرط موافقت کرد که نیروی حمله‌کننده اندک و تماماً داوطلب باشد… ما با غافلگیری عملیات را انجام دادیم. تانک ما موفقیتی بزرگ بود چون آلمانی‌ها در اردوگاه سلاح ضدتانک نداشتند. پس از تخریب دروازه اصلی، دسته فلک وارد شد…»
روی یادبود، نوشته‌هایی به زبان‌های لهستانی، عبری و انگلیسی دیده می‌شود.